# Gennaro Rubino
Gennaro Rubino (Bitonto, 23 de novembro de 1859 — prisão de Louvain, Bélgica, 14 de março de 1918)  foi um anarquista italiano que, sem sucesso, tentou assassinar Leopoldo II da Bélgica o 15 de novembro de 1902.

## Biografia
Rubino nasceu em Bitonto, durante o período da unificação italiana. Ele foi condenado a cinco anos de prisão por escrever um artigo em um jornal subversivo. Em 1893 voltou a ter problemas com a lei, foi, de fato, preso por roubo em Milão e sofreu uma longa prisão. Rubino escapou da prisão depois de algum tempo e se estabeleceu primeiro em Glasgow, na Escócia, depois se mudou para Londres. Ele não conseguiu encontrar trabalho, mas teve ajuda da Embaixada Britânica.
Em maio de 1902, Rubino foi denunciado pela imprensa internacional como espião antianarquista. Ele então decidiu cometer um assassinato para demonstrar sua lealdade à anarquia. Segundo interrogatórios policiais, ele teria matado o rei Eduardo VII do Reino Unido, mas decidiu desistir devido ao grande favor que a monarquia britânica recebia da opinião pública inglesa. Ruby, portanto, decidiu atacar o rei Leopoldo II da Bélgica.

### A tentativa de assassinato do rei Leopoldo da Bélgica
No final de outubro de 1902, Rubino mudou-se para Bruxelas. Na manhã de 15 de novembro de 1902, o rei Leopoldo estava voltando de uma cerimônia em memória de sua esposa, recentemente falecida, Maria Henrietta. Ruby sacou uma pistola e esperou o retorno do rei no meio da multidão na Rue Royale em frente à Bolsa de Valores de Bruxelas. Após identificá-lo, Ruby sacou sua pistola e disparou três tiros contra o rei. Todos os três tiros foram em vão, embora um tenha quebrado a janela de uma carruagem.
Rubino foi imediatamente identificado pela multidão e depois detido pela polícia e colocado em um táxi. A multidão enfurecida cercou e espancou o veículo com facas e paus. A polícia teve grande dificuldade em acalmar a multidão, que gritava alternadamente: "Mate-o!" e "Viva o rei!"
Na delegacia Rubino foi revistado e foi encontrado em posse de uma pistola, balas e cartões postais com retratos do rei Leopoldo, do príncipe Alberto e da princesa Elizabeth. Rubino confirmou discretamente que havia usado aqueles cartões-postais para reconhecer membros da família real e disse que se pudesse teria fuzilado "o rei da Itália, como tentou fazer com o rei da Bélgica, porque são reis tiranos que causam miséria de seus povos". Ele também alegou que não tinha cúmplices, embora várias pessoas próximas a ele quando ele atirou tenham dito que ele estava acompanhado de um homem que fugiu para a multidão.

### As consequências da vã tentativa
Após a tentativa de assassinato, muitos anarquistas estavam convencidos de que o evento foi organizado pela polícia para justificar a subsequente repressão policial aos anarquistas em toda a Europa. Essa especulação foi alimentada pelo fato de que as balas que Ruby carregava já haviam sido disparadas e que não havia balas na arma que ele carregava. Isso foi contrariado por vários relatórios afirmando que sua arma nunca foi encontrada pela polícia.

Rubino foi julgado em Bruxelas em fevereiro de 1903. No julgamento, Rubino não se arrependeu de seu ato, pelo contrário, gabou-se dele, declarando que esperava poder matar o rei, o príncipe Alberto e alguns membros do clero. Durante o julgamento, Rubino frequentemente expunha doutrinas anarquistas que não reconheciam nem leis nem juízes. O júri considerou Rubino culpado e, portanto, ele foi condenado à prisão perpétua. Ele morreu em 14 de março de 1918 na prisão de Leuven, na Bélgica.